# Reprezentacja Litwy w hokeju na trawie kobiet
Reprezentacja Litwy w hokeju na trawie kobiet - żeńska reprezentacja narodowa w tej dyscyplinie.

## Osiągnięcia

### Igrzyska olimpijskie
- 1992-2024 nie uczestniczyła

### Mistrzostwa świata
- 1990-2022 nie uczestniczyła

### Mistrzostwa Europy
- 8. miejsce - 1999